# Lt. Raymond Enners Award
Der Lt. Raymond Enners Award wird von US Lacrosse an den Spieler des Jahres der NCAA verliehen.
Die Auszeichnung ist nach Raymond Enners benannt, der die United States Military Academy besuchte und der United States Army im Vietnamkrieg diente. Er starb am 18. September 1968 im militärischen Dienst. In der ersten Saison nach seinem Tod wurde die Auszeichnung zum ersten Mal verliehen.